# Обаса, Орисадипе
Орисадипе Обаса (январь 1863 — 15 апреля 1940) — принц, врач и политик Нигерии, соучредитель ассоциации «Народный союз».

## Ранние годы
Орисадипе Обаса родился в январе 1863 года в Фритауне , Сьерра-Леоне в семье аристократов. Его дед по отцовской линии был правителем района Иколе,  а его мать была из королевской семьи Икии. В молодости Обаса переехал в Лагос. В 1878 году он был принят в качестве старшего учителя (Senior Foundation Scholar)  в недавно открывшуюся среднюю школу Уэслиана для мальчиков, где он преуспел в учёбе.
В 1883 году родители отправили его в Англию для изучения медицины. Интересно, что в метрополии он жил под именем Джорджа Стоуна Смита. Обаса был принят в Королевский колледж в Тонтоне, где снова был одним из самых успевающих учеников. Одновременно он занимался в медицинской школе больницы Святого Томаса в Лондоне. Обучение закончил в 1891 году в Королевском колледже хирургов; получил лицензию Королевского колледжа врачей.

## Карьера
В 1892 году Обаса вернулся в Лагос и начал частную медицинскую практику. Во время англо-ашантийских войн, в конце XIX-го века, служил в экспедиции полиции Лагоса в колонии Золотого берега. За заслуги он был награждён медалью, а в 1900 году был назначен помощником колониального хирурга в медицинской службе Лагоса.

## Личная жизнь и политика
В 1902 годе женился на Шарлотте, дочери богатого торговца Ричарда Била Блайза, подарившего молодожёнам в качестве свадебного подарка дом. В 1903 году он посетил Экити во время программы вакцинации против оспы, организованной губернатором Уильямом МакГрегором. Обаса делал медицинские наблюдения, касающиеся строения челюстей, анкилостомы и паховой грыжи.
В 1904 году Обаса подал в отставку с поста колониального хирурга, чтобы проводить больше времени дома. Он возобновил свою частную практику и погрузился в политику. Он свободно говорил и писал, легко общался с другими и имел хорошие семейные связи. В 1908 году Обаса и доктор Джон К. Рэндл основали «Народный союз», чтобы агитировать против введения дополнительного налогообложения в целях проведения водопровода. Обаса стал секретарём союза, а Рэндл — президентом. В 1911 году Рэндл и Обаса отправились в Лондон, чтобы выступить против предложения губернатора Фридриха Лугарда объявить, что все земли являются государственной собственностью. Союз продолжал выступать против новых тарифов на воду, пока не уступил требованиям правительства в 1916 году. После этого «Народный союз» и его лидеры потеряли благосклонность электората. Однако Обаса был назначен в 1921 году в Законодательный совет, где он работал в различных комитетах.
В то время, когда национально-демократическая партия Нигерии (ННДР) была основана в 1922 году Гербертом Маколеем, лидерами «Народного Союза» были Рэндл, Обаса, сэр Китое Аджаса, доктор Ричард Акинванде Сэвидж и сэр Адейемо Алакия. Жена Обаса возглавляла «Союз женщин». Оба союза высказались за взвешенный подход к реформам, но они не могли конкурировать с ННДР. В сентябре 1923 года были проведены первые выборы в Законодательный совет. Обаса баллотировался, но потерпел поражение. Рэндл умер в 1928 году, и Обаса возглавил то, что осталось от «Народного союза».
В основанном реформатском братстве «Огбони» Обаса являлся первым Олуво (или мастером). Его жена, Шарлотта, была в то же самое время была Леди-мастер в том же братстве. Они оба занимали эти посты до смерти.
Обаса заболел болезнью Паркинсона в 1926 году. По мере прогрессирования болезни он становился все более недееспособным. Умер в возрасте 77 лет в апреле 1940 года в своём доме в Лагосе.